# Tillandsia ariza-juliae
Tillandsia ariza-juliae là một loài thuộc chi Tillandsia.

## Giống
- Tillandsia 'Pruinariza'